# 張為 (1973年)

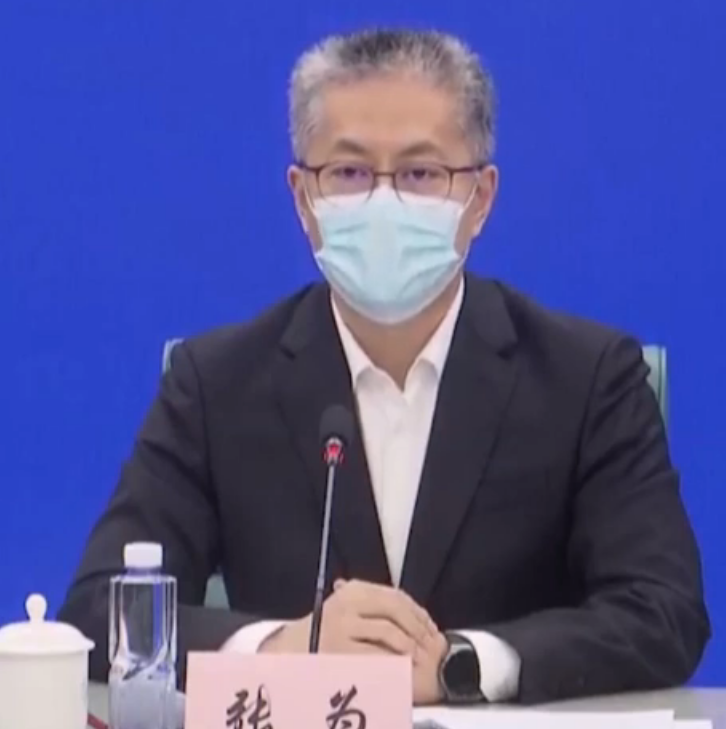
2022年4月22日出席上海市疫情防控新闻发布会的张为

張為（1973年6月—），男，汉族，湖南长沙人，中華人民共和國政治人物。曾任上海市人民政府副市长，现任中共上海市委常委、组织部部长。

## 生平
1995年7月参加工作。
曾任中远集装箱运输有限公司美洲贸易区常务副总经理、中远集装箱运输有限公司战略发展部总经理等职，后任中国远洋海运集团有限公司运营管理本部总经理、整合管理办公室常务副主任，中国远洋控股股份有限公司副总经理、党委委员，中远海运港口有限公司总经理、党委副书记、董事长、党委书记，中远海运控股股份有限公司副总经理、党委书记，中国远洋海运集团有限公司副总经理、党组成员等职。
2021年2月26日起担任上海市人民政府副市长。
2022年6月28日，当选为中共上海市委常委。
2023年1月，兼任中共上海市委秘书长，不再担任上海市人民政府副市长。
2023年5月27日，兼任中共上海市委组织部部长。